# Urkundenbuch der Stadt Braunschweig
Das Urkundenbuch der Stadt Braunschweig ist eine Sammlung städtischer Urkunden aus dem Mittelalter. Sie ist in 8 Bänden erschienen. Die ersten drei Bände wurden durch Ludwig Hänselmann, seinerzeit hauptamtlicher Stadtarchivar, zusammengestellt. Die Bearbeitung des vierten Bandes übernahm sein Nachfolger Heinrich Mack. Danach ruhte das Vorhaben bis in die 1990er Jahre. Der fünfte Band erschien 1994 unter der Federführung von Josef Dolle, der auch für die übrigen Bände diese Aufgabe übernahm.

## Hintergrund
Im Jahr 1861 wurde die Tausendjahrfeier Braunschweigs gefeiert, so dass 1860 angeregt wurde die historischen Urkunden zu ordnen und herauszugeben. Ebenfalls zu diesem Anlass verfasste Hermann Dürre sein Werk zur Geschichte der Stadt Braunschweig im Mittelalter. Ab 1862 (die Urkunden von 1227 bis 1499) erschien der erste Band in mehreren Lieferungen in gedruckter Form, der 1873 vervollständigt herausgegeben wurde. In der Ausgabe von 1873 sind neben wichtigen Urkunden auch zahlreiche Rechts- und Verfassungsquellen, die bis zum Zeitpunkt der Unterwerfung der Stadt unter die herzogliche Verwaltung im Jahr 1671 reichen, enthalten.
Der erste Band wurde bereits 1863 in der Zeitschrift des Historischen Vereins für Niedersachsen mit folgenden Worten gelobt:

„Das Urkundenbuch der Stadt Braunschweig, dessen Hauptbearbeiter der Vorrede nach, unter Zugrundelegung  eines Planes des Herrn Dr. Dürre und unter Mitwirkung einiger anderer Geschichtsfreunde zu Braunschweig und Wolfenbüttel, Herr Ludwig Hänselmann ist, weicht von den Urkundenbüchern anderer Schwesterstädte […] darin wesentlich ab, daß es […] nicht, wie jene, sämmtliche Urkunden der Stadt ohne Rücksicht auf ihren Inhalt in streng chronologischer Folge giebt, sondern vielmehr eine Sammlung der Stadtrechte in Statuten und Rechtebriefen aus dem ganzen Vorrate heraushebt und so die Denkmäler des Rechts und der Verfassung der Stadt, die gerade in Braunschweig sehr zahlreich vorhanden sind, an Einer Stelle vereinigt, der leichteren Uebersicht und bequemeren Benutzung darbietet. Es war nicht bloß die Zweckmäßigkeit dieser Anorbnung, welche die Bearbeiter zu diesem Beschlusse leitete, sondern der Wunsch in der kurzen Zeit von zwei Jahren zu dem lOOOjährigen Jubiläum der Stadt ein Werk zu liefern, das nicht bloß eine Festgabe, das Zugleich ein bleibendes Denkmal sein solle. […]  Wir beschränken uns darauf, der Umsicht und der Genauigkeit der Bearbeiter aufrichtiges Lob zu spenden.“

Der zweite Band mit Urkunden bis zum Jahr 1320 erschien in den Jahren 1895/1900, der dritte folgte im Jahr 1905 und enthält die Schriftstücke bis zum Jahr 1340. 1907 kam der Band mit den Urkunden bis 1350 heraus. Nach langer Unterbrechung, wurde das Projekt in den 1990er Jahren wieder aufgenommen und das Stadtarchiv Braunschweig gab 1994 den fünften Band mit Urkunden von 1351 bis 1360 heraus. Neben Urkunden wurden darin auch Auszüge aus den Stadtbüchern, Briefe und städtische Inschriften abgedruckt. Der Zeitraum von 1361 bis 1374 kam 1998 im Band 6 heraus. 2003 erschien der siebte Band, in dem wichtige Ereignisse der Stadtgeschichte ebenso wie die Fortsetzung der Urkunden enthalten sind. Der 8. und letzte Band wurde 2008 herausgegeben. Er umfasst die Jahre 1388 bis 1400 und ist in zwei Teilbände gegliedert und enthält Urkunden, Briefe und Auszüge aus der Stadtbuchüberlieferung des Braunschweiger Stadtarchivs. Dank der Unterstützung durch mehrere Stiftungen konnte die Reihe letztlich fortgesetzt und vollendet werden. Zu den Förderern gehörten die Stiftung Braunschweigischer Kulturbesitz, die Dammsche Stiftung, die Hans und Helga Eckensberger Stiftung, die Stiftung Nord/LB Öffentliche, die Richard-Borek-Stiftung, die Stiftung der Niedersächsischen Bauindustrie und die Historische Kommission für Niedersachsen und Bremen.

## Ausgaben

Urkundenbücher der Stadt Braunschweig, Bände 5 bis 8/II. Herausgegeben von Josef Dolle, erschienen von 1994 bis 2008.

- Ludwig Hänselmann (Hrsg.): Urkundenbuch der Stadt Braunschweig. Band 1: Statute und Rechtebriefe MCCXXVII–MDCLXXI [1227–1671]. C. A. Schwetschke & Sohn, Braunschweig 1862 (archive.org) 1873 (archive.org).
- Ludwig Hänselmann (Hrsg.): Urkundenbuch der Stadt Braunschweig. Band 2: Diplomatum Brunswicensium MXXXI–MCCCXX [1031–1320]. C. A. Schwetschke & Sohn, Braunschweig 1895 (digibib.tu-bs.de).
- Ludwig Hänselmann, Heinrich Mack (Hrsg.): Urkundenbuch der Stadt Braunschweig. Band 3: Diplomatum Brunswicensium MCCCXXI–MCCCXL [1321–1340]. C. A. Schwetschke & Sohn, Berlin 1905 (1. Abteilung, digibib.tu-bs.de, 3. Abteilung, Register der Überlieferung von 1341 bis 1350 und der Nachträge von 1067 bis 1340, archive.org).
- Heinrich Mack (Hrsg.): Urkundenbuch der Stadt Braunschweig. Band 4: Diplomatum Brunswicensium MCCCXLI–MCCCL [1341–1350] und Nachträge MLXVII–MCCCXL [1067–1350]. E. Appelhans & Comp., Braunschweig 1907 (1. Abteilung, archive.org, digibib.tu-bs.de)
- Manfred R. W. Garzmann (Hrsg.) Urkundenbuch der Stadt Braunschweig. Band 5: 1351–1360. Braunschweig 1994, ISBN 3-7752-5891-4. (Bearbeitet von Josef Dolle, digibib.tu-bs.de).
- Manfred R. W. Garzmann, Josef Dolle (Hrsg.): Urkundenbuch der Stadt Braunschweig. Band 6: 1361–1374. Hahnsche Buchhandlung, Hannover 1998, ISBN 3-7752-5904-X (digibib.tu-bs.de).
- Josef Dolle (Hrsg.): Urkundenbuch der Stadt Braunschweig. Band 7: 1375–1387. Hahnsche Buchhandlung, Hannover 2003, ISBN 3-7752-6015-3 (digibib.tu-bs.de).
- Josef Dolle (Hrsg.): Urkundenbuch der Stadt Braunschweig. Band 8: 1388–1400 samt Nachträgen (= Veröffentlichungen der Historischen Kommission für Niedersachsen und Bremen. Band 240). Hahnsche Buchhandlung, Hannover 2008, ISBN 978-3-7752-6040-4 (digibib.tu-bs.de).